# 1958 en football
Cet article présente les faits marquants de l'année 1957 en football.

## Chronologie
- 6 février : l'avion ramenant l'équipe de Manchester United de Belgrade à Londres s'écrase à Munich. Vingt-et-un passagers, dont sept joueurs de l'équipe britannique, trouvent la mort. La veille, Manchester United avait arraché sa qualification pour les demi-finales de la Coupe des clubs champions européens, après un match nul (3-3) contre l'Étoile rouge Belgrade.

- 13 mars : au Parc des Princes à Paris, l'équipe de France et l'équipe d'Espagne font match nul 2-2.
- 16 avril : au Parc des Princes à Paris, l'équipe de France et l'équipe de Suisse font match nul 0-0.
- 1er mai : le FC Barcelone remporte la première édition de la Coupe des villes de foires.

- 28 mai : à Bruxelles, le Real Madrid remporte sa troisième Coupe des clubs champions européens en battant en finale le Milan AC sur le score de 3-2.

- Le Standard de Liège remporte son premier titre de champion de Belgique
- 8 juin : à Norrköping, l'équipe de France commence la Coupe du monde en trombe en surclassant l'équipe du Paraguay, 7-3 dont trois buts de Just Fontaine.
- 21 juin : George Swindin prend le poste d'entraîneur de l'Arsenal Football Club.
- 24 juin : retransmission en direct par la télé française de la demi-finale de la Coupe du monde, France-Brésil. On estime à 8 millions le nombre de Français qui assistèrent à cette rencontre. On garde en mémoire les attroupements devant les magasins de téléviseurs à l'heure du match… À noter que le mondial suédois est la première Coupe du monde diffusée en Mondiovision.

- 28 juin : à Göteborg, l'équipe de France termine finalement troisième de la Coupe du monde en battant pour la petite finale l'équipe de RFA, 6-3 dont quatre buts de Just Fontaine qui termine meilleur buteur de la compétition avec 13 buts.
- 29 juin : le Brésil remporte la Coupe du monde.

- 1er octobre : au Parc des Princes à Paris, en match qualificatif pour la première édition du Championnat d'Europe, l'équipe de France s'impose 7-1 face à l'équipe de Grèce.
- 5 octobre : à Vienne, l'équipe d'Autriche s'incline 1-2 face à l'équipe de France.
- 26 octobre : au Stade olympique Yves-du-Manoir de Colombes, l'équipe de France et l'équipe de RFA font match nul 2-2.
- 9 novembre : au Stade olympique Yves-du-Manoir de Colombes, l'équipe de France et l'équipe d'Italie font match nul 2-2.
- 3 décembre : à Athènes, en match qualificatif pour la première édition du Championnat d'Europe, l'équipe de Grèce et l'équipe de France font match nul 1-1.

## Champions nationaux
- Algérie : GS Alger
- Égypte : Al-Ahly SC
- Maroc : KAC Marrakech
- Tunisie : ES Sahel

## Naissances
Plus d'informations : Liste d'acteurs du football nés en 1958.
- 18 janvier : Bernard Genghini, footballeur français.
- 13 mars : Salah Assad, footballeur algérien.
- 13 avril : Jean-Marc Pilorget, footballeur français.
- 11 juillet : Hugo Sánchez, footballeur mexicain.
- 25 juillet : Karl-Heinz Förster, footballeur allemand.
- 10 août : Wolfgang Funkel, footballeur allemand.
- 18 septembre : John Aldridge, footballeur irlandais.
- 30 novembre : Michel Bibard, footballeur français.
- 15 décembre : Rabah Madjer, footballeur algérien.
- 29 décembre : Lakhdar Belloumi, footballeur algérien.

## Décès
- 21 février : décès à 24 ans de Mark Jones, joueur anglais ayant remporté 2 Championnat d'Angleterre.
- 10 mars : Jack McCarthy, 60 ans, international irlandais ayant remporté 3 championnats d'Irlande et la Coupe d'Irlande 1928.
- 5 juillet : décès à 68 ans de Vilhelm Wolfhagen, international danois ayant remporté 4 Championnat du Danemark.
- 2 décembre : décès à 70 ans de Jan Kok, international néerlandais ayant remporté la médaille de bronze aux Jeux olympiques 1908.

## Liens
- RSSSF : Tous les résultats du monde